# Rudolf Peierls

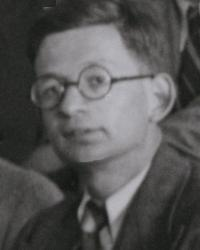
Rudolf Peierls (1937)

Sir Rudolf Ernst Peierls (* 5. Juni 1907 in Berlin; † 19. September 1995 in Oxford) war ein deutsch-britischer Physiker.

## Leben und Werk
Peierls entstammt einer großbürgerlichen assimilierten jüdischen Berliner Familie. Er studierte Physik an der Friedrich-Wilhelms-Universität in Berlin, ab 1926 an der Universität München bei Arnold Sommerfeld und 1928 bei Werner Heisenberg in Leipzig, wo er mit der Schrift Zur kinetischen Theorie der Wärmeleitung promoviert wurde. 1929 war er Assistent bei Wolfgang Pauli in Zürich. Hier und in Leipzig entstanden heute klassische Arbeiten von Peierls zur Festkörperphysik, teilweise in Zusammenarbeit mit Felix Bloch, der ebenfalls bei Heisenberg in Leipzig mitarbeitete.
Nach Abschluss des Studiums arbeitete Peierls zunächst auf verschiedenen Gebieten der Festkörperphysik und Halbleiterphysik, wobei er die neuen Ideen der sich entwickelnden Quantenmechanik auf diese Fragestellungen anwandte. Er beschrieb erstmals den Umklappprozess und veröffentlichte fundamentale Arbeiten über das Verhalten von Elektronen in Metallen, wobei er auch die Loch-Leitung positiver Ladungsträger in Halbleitern entdeckte. Viele seiner damaligen Ideen flossen in den „Festkörper-Kanon“ ein oder wurden sogar später wiederentdeckt (wie die Brillouin-Zone). Zusammen mit Niels Bohr und Georg Placzek formulierte er 1939 das optische Theorem (Bohr-Peierls-Placzek-Theorem). Neben Kernreaktionen beschäftigten ihn auch andere Bereiche der Kernphysik wie kollektive Anregungen in Kernen und Quantenfeldtheorie.
Zum Zeitpunkt der Machtergreifung 1933 befand sich Peierls gerade als Rockefeller-Stipendiat in Cambridge und beschloss, angesichts der politischen Ereignisse nicht mehr nach Deutschland zurückzukehren. Zunächst arbeitete er zusammen mit anderen Emigranten (u. a. Hans Bethe) unter Lawrence Bragg in Manchester bei James Chadwick an Problemen aus der statistischen Thermodynamik von Legierungen. Er wurde dabei durch einen Hilfsfonds für deutsche Flüchtlinge unterstützt. Später nahm er eine Stelle in Cambridge an und arbeitete über Supraleitung, Supraflüssigkeiten und an Problemen der Kernphysik. 1937 erhielt er eine Professur an der Universität Birmingham, wo er im Laufe der folgenden Jahrzehnte eine eigene Schule der theoretischen Physik aufbaute.
Im Jahr 1940 beschrieb und benannte er die Spannung, die notwendig ist, um eine Versetzung zu bewegen, als Peierls-Spannung.

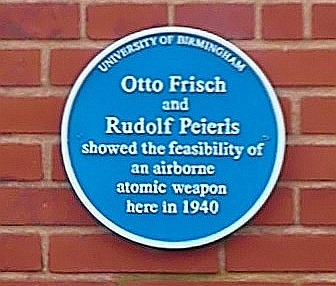
Universität Birmingham, Erinnerungstafel am Poynting Physics Building

Besorgt über die scheinbaren Fortschritte der Atomforschung in Deutschland und über die Möglichkeit des Baus einer Atombombe in Hitlers Deutschland, verfasste er 1940 zusammen mit dem österreichischen Emigranten Otto Frisch, einem Pionier der Kernspaltung, der ebenfalls in Birmingham arbeitete, das später so genannte Frisch-Peierls-Memorandum, in dem eindringlich vor einem Atombombenbau im nationalsozialistischen Deutschland gewarnt und zur verstärkten Forschung in Hinsicht auf die Konstruktion einer britischen Atombombe aufgefordert wurde. Als kritische Masse für eine Bombe aus Uran-235 gaben sie 1 kg an, weit unterhalb der sonst damals kursierenden Schätzungen. Sie zeigten damit insbesondere, dass der Bau einer Atombombe prinzipiell im Bereich des damals Möglichen lag. Über den Bericht der MAUD-Kommission gelangte ihr Memorandum auch 1941 in die USA, wo es Einfluss auf den Beginn des Manhattan-Projekts hatte, an dem Peierls ab 1943 mitarbeitete, nachdem er die britische Staatsbürgerschaft erhalten hatte (von Arbeiten z. B. am kriegswichtigen britischen Radar war er wie Frisch zuvor ausgeschlossen gewesen, weil er kein britischer Staatsbürger war). Dass er auch den später als sowjetischen Spion enttarnten Klaus Fuchs mit zum Manhattan-Projekt brachte, machte ihn später bei offiziellen Stellen in den USA verdächtig.

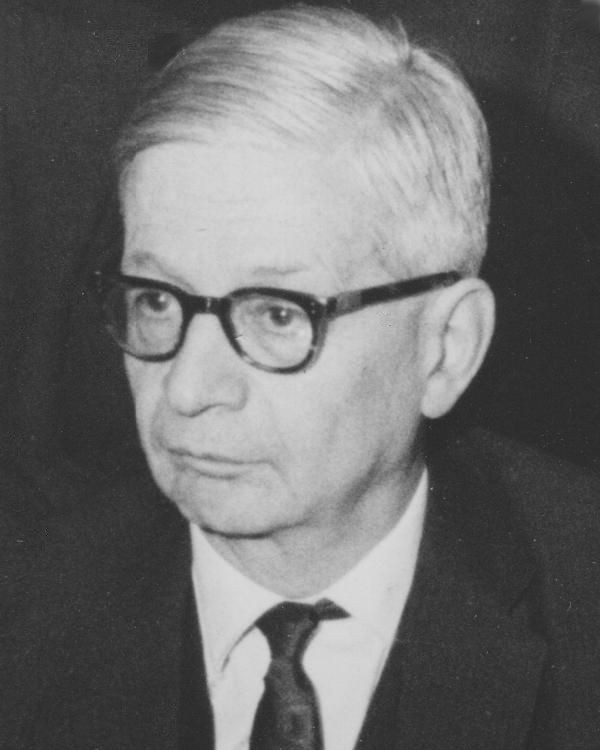
Rudolf Peierls, 1966 in Göttingen
bei Friedrich Hunds 70. Geburtstag

Nach dem Krieg war er wieder an der Universität Birmingham und ab 1963 an der Universität Oxford und war gleichzeitig Berater des britischen Atomprogramms in Harwell, setzte sich aber auch früh für Abrüstung ein und war aktiv in der Pugwash-Bewegung. 1974 ging er in den Ruhestand, hielt aber noch drei Jahre Vorlesungen an der University of Washington.
Peierls war seit 1931 mit der russischen Physikerin Jewgenija Nikolajewna Kannegiesser (1908–1986), einer Cousine Leonid Kannegiessers, verheiratet und hatte mit ihr drei Töchter und einen Sohn. Er lernte seine Frau auf einer Konferenz 1930 in Odessa kennen und heiratete sie bei einem Aufenthalt in Leningrad ein Jahr später.

## Ehrungen
1945 wurde er als Mitglied („Fellow“) in die Royal Society gewählt, die ihm 1959 die Royal Medal und 1986 die Copley-Medaille verlieh. 1946 wurde er mit als Commander of the Order of the British Empire ausgezeichnet, 1968 wurde er zum Knight Bachelor geschlagen. 1962 erhielt er die Lorentz-Medaille, 1963 die Max-Planck-Medaille und 1980 den Enrico-Fermi-Preis. 1962 wurde er in die American Academy of Arts and Sciences gewählt, 1970 in die National Academy of Sciences, 1981 zum Mitglied der Leopoldina und 1984 zum auswärtigen Mitglied der Académie des sciences.

## Schriften
- mit Niels Bohr, George Placzek: Nuclear reactions in the continuous energy region. In: Nature. Band 144, 29. Juli 1939, S. 200–201, doi:10.1038/144200a0.
- Recollections of Early Solid State Physics. In: Proceedings of the Royal Society of London. A. Mathematical and Physical Sciences. Band 371, Nr. 1744, 6. Oktober 1980, S. 28–38, doi:10.1098/rspa.1980.0053.
- Bird of Passage: Recollections of a Physicist. Princeton University Press, 1985, ISBN 0-691-08390-8.
- Atomic Histories. American Institute of Physics, 1996, ISBN 1-56396-243-8.
- Quantum Theory of Solids. Oxford, Clarendon Press 1955, 2004.
- The Laws of Nature. Allen & Unwin, London 1955.
- Surprises in Theoretical Physics. Princeton University Press, 1979.
- More Surprises in Theoretical Physics. Princeton University Press, 1991.
- Selected Scientific Papers of Sir Rudolf Peierls. World Scientific, 1996 (mit Kommentar, Herausgeber Dalitz).
- Selected private and scientific correspondence. World Scientific, 2007